# بخش مرکزی شهرستان بمپور
بخش مرکزی یکی از بخش‌های شهرستان بمپور در استان سیستان و بلوچستان ایران است.

## تقسیمات کشوری
- بخش مرکزی شهرستان بمپور
  - دهستان بمپور شرقی
  - دهستان خیرآباد

شهرها: بمپور،محمدان

## جمعیت
جمعیت بخش مرکزی شهرستان بمپور براساس سرشماری عمومی نفوس و مسکن در سال ۱۳۹۵ برابر با ۴۳،۷۶۳ نفر بوده‌است.